# FC An der Fahner Höhe
Der FC An der Fahner Höhe ist ein Fußballverein mit Sitz im thüringischen Gräfentonna, der seine Heimspiele in Dachwig austrägt. In der Saison 2019/20 wurde der Verein Meister der Thüringenliga und stieg damit in die Fußball-Oberliga Nordost Süd auf. Namensgebend für den Verein ist der Gebirgszug Fahner Höhe.

## Geschichte
| Saison  | Liga             | Klasse |   | Platz  |  |
| ------- | ---------------- | ------ | - | ------ |  |
| 2016/17 | Thüringenliga    | VI     |   | 02/16  |  |
| 2017/18 | Thüringenliga    | VI     |   | 04/16  |  |
| 2018/19 | Thüringenliga    | VI     |   | 06/16  |  |
| 2019/20 | Thüringenliga    | VI     | ▲ | 01/16  |  |
| 2020/21 | Oberliga Nordost | V      |   | 10/17  |  |
| 2021/22 | Oberliga Nordost | V      |   | 12/19  |  |
| 2022/23 | Oberliga Nordost | V      | ▼ | 14/18  |  |
| 2023/24 | Thüringenliga    | VI     |   | 0 1/16 |  |

Der FC An der Fahner Höhe entstand am 1. Juli 2016 durch den Zusammenschluss des 1999 gegründeten FC Blau-Weiß Dachwig-Döllstädt mit dem SV Fortuna Gräfentonna. In der Saison 2015/16 gewann die SG FC Blau-Weiß Dachwig/Döllstädt die Meisterschaft in der Thüringenliga, verzichtete allerdings auf den möglichen Aufstieg in die Oberliga.
In der Saison 2019/20 lag der Verein vor dem Abbruch der Saison infolge der COVID-19-Pandemie in Deutschland trotz drei Punkten Abzug wegen Nichterfüllung des Schiedsrichtersolls ungeschlagen auf dem ersten Platz. Infolge des Saisonabbruchs in Thüringen durfte der Verein in die Oberliga Nordost-Süd aufsteigen.
Im Thüringer Landespokal 2020/21 zog der FC An der Fahner Höhe ins Finale ein, in dem er nach zwischenzeitlicher Führung dem FC Carl Zeiss Jena mit 1:4 nach Verlängerung unterlag.
Am Ende der Oberliga-Saison 2022/23 stieg der Verein in die Thüringenliga ab. Zuvor war der Abstieg durch den NOFV unklar geregelt worden, weshalb die Thüringer eine Relegation gegen den MSV Neuruppin spielten, die sie eindeutig für sich entscheiden konnten. Durch den Aufstieg des FSV Motor Marienberg in die Oberliga musste der FC An der Fahner Höhe dennoch absteigen. 2023/24 wurde der FC An der Fahner Höhe Meister der Thüringenliga, verzichtete jedoch auf einen Aufstieg in Oberliga Nordost.